# María Belén
María Belén, est une telenovela mexicaine pour enfants, créée par Julio Porter et diffusée à partir du 2001 sur Canal de las Estrellas.

## Distribution
- Danna Paola – María Belén García Pineda
- Nora Salinas – Ana del Río
- René Laván – Pablo Díaz Cortázar
- Maya Mishalska – Úrsula Arana
- Harry Geithner – Rogelio García Marín
- Dacia Arcaráz – Malena Cataño
- Mary Paz Banquells – Patricia Pineda de García
- Alfredo Adame – Alfonso García Marín
- Antonio Medellín – Refugio – Don Cuco
- Xavier Marc – Adolfo Serrano
- Mónica Prado – Hilda Manríquez de Serrano
- Luis Xavier – Antonio Sanz
- Alejandra Barros – Valeria Montaño de Sanz
- Yurem Rojas – Bruno Sanz Montaño
- María Marcela – Lucrecia Campos
- Marcela Páez – Claudia del Río
- Alex Trillanes – Martín
- Sonia Velestri – Gladys (Mamá de Deborah)
- Graciela Bernardos – Trinidad Gutiérrez
- Héctor Parra – Raúl Trujillo
- Mariana Karr – Lolita
- Patricio Borghetti – Ángel

## Autres versions

### Télévision
- La recogida (1971), produit par  Augusto Elías, Luis de Llano Macedo et Valentín Pimstein pour Televisa; avec María Fernanda Ayensa, Silvia Derbez et Antonio Medellín.

### Sources
- (es) Cet article est partiellement ou en totalité issu de l’article de Wikipédia en espagnol intitulé « María Belén » (voir la liste des auteurs).